# E22号線
E22号線 (E22ごうせん、英: European route E22) はイギリスのホリーヘッドから、オランダ、ドイツ、スウェーデン、ラトビアを経由し、ロシアのイシムまでを結ぶ、欧州自動車道路のAクラス道路。欧州自動車道路の中でも長い距離の路線であり、路線延長は5,320 km。。
当初はロシアのニジニ・ノヴゴロドまでであったが、2002年6月24日にアジアの領域まで延長された。

## 経路
- イギリス
  - ホリーヘッド
  - チェスター
  - E05号線 - ウォリントン
  - E20号線 - マンチェスター
  - E20号線 - リーズ
  - E13号線,E15号線 - ドンカスター
  - イミンガム（英語版）
  - 海路
- オランダ
  - E19号線,E35号線,E231号線 - アムステルダム
  - E232号線 - フローニンゲン
- ドイツ
  - オルデンブルク
  - E37号線,E233号線,E234号線 - ブレーメン
  - E26号線,E45号線 - ハンブルク
  - E47号線 - リューベック
  - E55号線 - ロストック
  - E251号線 - シュトラールズント
  - E251号線 - ザスニッツ（英語版）
  - 海路
- スウェーデン
  - E06号線 - トレレボリ（英語版）
  - E06号線,E20号線,E65号線 - マルメ
  - カルマル
  - E04号線 - ノーショーピング
  - 海路
- ラトビア
  - ヴェンツピルス
  - E67号線,E77号線 - リガ
  - E262号線 - レーゼクネ
- ロシア
  - ヴェリーキエ・ルーキ
  - E30号線,E101号線,E105号線,E115号線,E119号線 - モスクワ
  - ウラジーミル
  - ニジニ・ノヴゴロド
  - カザン
  - E017号線 - エラブガ
  - ペルミ
  - エカテリンブルク
  - チュメニ
  - E30号線,E125号線 - イシム